# Solva thereviformis
Solva thereviformis är en tvåvingeart som först beskrevs av Enrico Adelelmo Brunetti 1920.  Solva thereviformis ingår i släktet Solva och familjen lövträdsflugor. Inga underarter finns listade i Catalogue of Life.